# 查德氏細潛魚
查德氏細潛魚為輻鰭魚綱鼬魚目鼬魚亞目隱魚科的其中一種，分布於中東太平洋的法屬玻里尼西亞海域，棲息深度可達60公尺，體長可達7.2公分，為底棲性魚類，棲息在大陸棚，屬肉食性，罕見。

## 擴展閱讀
維基物種上的相關：查德氏細潛魚